# Willi Trautmann
Willi Christian Trautmann (* 13. März 1924 in Nieder-Liebersbach; † 21. Februar 1966 in Saarbrücken) war ein deutscher Tischtennisspieler. Er vertrat das Saarland bei zwei Weltmeisterschaften.
Trautmann spielte im Verein 1. FC Saarbrücken und gehörte in den 1950er Jahren zu den besten Spielern des Saarlandes. Er gewann viermal die Saarlandmeisterschaft, 1950/51 im Einzel und im Doppel mit Hans Krämer sowie 1954/55 im Einzel und im Mixed mit Eva Graf.
Als bei den Weltmeisterschaften 1954 und 1955 das Saarland als eigenständiger Verband auftrat, wurde Trautmann jeweils nominiert. Dabei kam er weder in den Individualwettbewerben noch in den Einzelwettbewerben in die Nähe einer Medaille.
Ab 1948 war Trautmann verheiratet.

## Turnierergebnisse
| Verband | Veranstaltung     | Jahr | Ort     | Land | Einzel     | Doppel     | Mixed      | Team |
| ------- | ----------------- | ---- | ------- | ---- | ---------- | ---------- | ---------- | ---- |
| SAA     | Weltmeisterschaft | 1955 | Utrecht | NED  | letzte 256 | letzte 64  | letzte 128 | 25   |
| SAA     | Weltmeisterschaft | 1954 | Wembley | ENG  | letzte 64  | letzte 128 | Scratched  | 28   |